# Acid folk

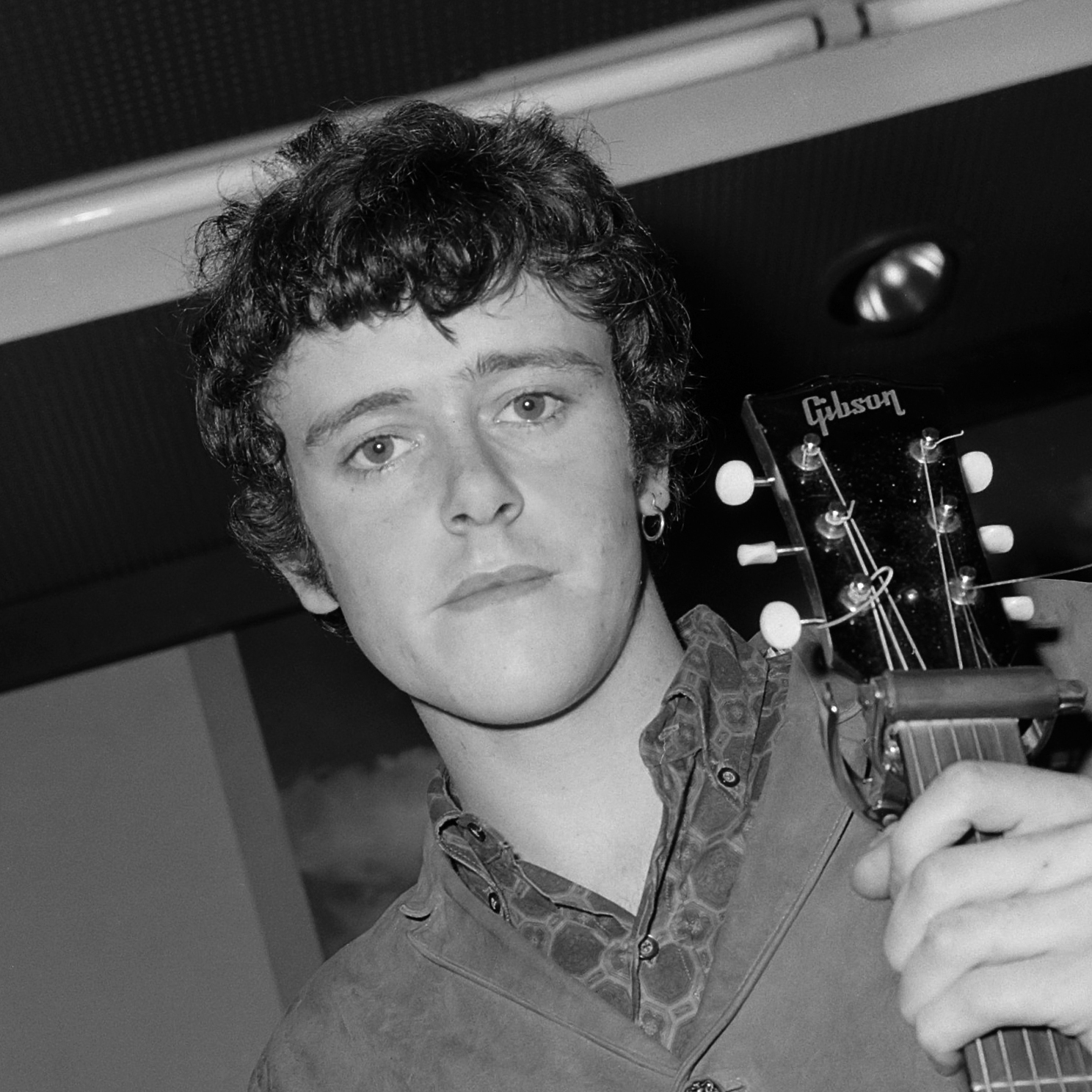
Donovan Leitch en Schiphol (1965)

El Acid Folk también llamado psyfolk es un género musical originado a finales de los 60's a través de la mezcla entre algún subgénero del folk y del música psicodélica (tradicionalmente irlandés, gales, escocés o inglés) fusionado con el rock instrumental, junto con subgéneros también folklóricos como la música celta.
Jethro Tull, King Crimson o Genesis son además unas de las tres bandas pioneras de esta fusión unas de las más conocidas.

## Características
El acid folk prefiere los instrumentos acústicos, aunque presenta también otros instrumentos. Presenta influencias de la música antigua y la música tradicional de diversos países. Conocido como la contraparte del rock, el Acid Folk tiene un peculiar sonido atmosférico. Sus letras generalmente se basan en el mundo natural, el amor y la belleza y tratan de evocar un estado de la mente asociado con las drogas psicodélicas. 

## Historia
Incredible String Band, Donovan, Fairport Convention, Pentangle, Ars Nova, Kaleidoscope y Syd Barrett son ejemplos eminentes de artistas de acid folk. Estas bandas y solistas son de Gran Bretaña, donde la música psicodélica tiene una fuerte relación con el folk.
Entre las bandas de América puede nombrarse a Byrds, Love, Kaleidoscope, Bermude Triangle Band y Pearls Before Swine.
Nuevos artistas están intentando imitar este sonido, aunque no necesariamente deben ser consideradas como Acid Folk. Current 93 con su álbum Earth' Covers Earth, tomaron una nueva dirección del folk, reavivando el género del Acid Folk de grupos como la  Incredible String Band. El álbum es una parodia post-punk del álbum de la Incredible String Band The Hangman's Beutiful Daughter. 
Desde los '90 este género ha incluido al existencialista dúo Pinkie Maclure & John Wills, conocidos como Pumajaw en Escocia. También Elephant Six incluye en sus filas artistas como Neutral Milk Hotel, conocidos por su sonido Acid Folk. El artista John Frusciante, durante su drogadicción, en su disco Smile from the Streets You Hold se encuentra una canción muy acid folk que grabó con su amigo River Phoenix llamada Height Down.
La última generación de artistas del género en los 2000 incluye a Circulus, The Slant, Entrance, Devendra Banhart, Rodrigo Amarante, Alela Diane, Alina Harden, Akron/Family, CocoRosie, Joanna Newsom, The Airy Fairy Gang (Irlanda), Damien Youth, Lord Jeff, Jana Hunter, Espers, Vetiver, DeVotchKa, Faun Fables, Gwendolyn, Testface, Eyes and Arms of Smoke, The Dodos y Tunng del Reino Unido.
Uno de los mejores ejemplos del género es "Cosmic Charlie" de Grateful Dead. De todas formas grupos de rock psicodélico hicieron canciones acústicas o casi totalmente acústicas influenciadas por el folk estadounidense y británico. Así por ejemplo tenemos las canciones de Pink Floyd "Scarecrow" y "A pillow of winds" junto con canciones de Jefferson Airplane como "Triad", "Today" y "Coming back to me". 
Actualmente al estadounidense-venezolano Devendra Banhart y algunos de los artistas englobados en la corriente New Weird America se los asocia con esta corriente.